# Трощило Олександр Дмитрович
Олександр Дмитрович Трощило (біл. Аляксандр Дзмітрыевіч Трашчыла, рос. Александр Дмитриевич Трощило; нар. 16 січня 1960) — радянський та білоруський легкоатлет, який спеціалізувався в бігу на короткі дистанції.
На змаганнях всередині СРСР представляв Білоруську РСР.
Працював головним тренером збірної Білорусі з легкої атлетики (2012).

## Спортивні досягнення
Чемпіон світу з естафетного бігу 4×400 метрів (1983).
Посів 5-е місце в естафетному забігу 4×400 метрів на Кубку світу (1985).
Бронзовий призер чемпіонату Європи з естафетного бігу 4×400 метрів (1982). Фіналіст (5-е місце) з бігу на 400 метрів на чемпіонаті Європи (1982).
Чемпіон СРСР (1982) та двічі срібний призер чемпіонатів СРСР (1983, 1985) з бігу на 400 метрів.
Ексрекордсмен Білорусі з бігу на 400 метрів — 45,51 (1984).
Володар вищого національного досягнення Білорусі з бігу на 300 метрів у приміщенні — 33,69 (1986).

## Визнання
- Заслужений майстер спорту СРСР (1988)